# محكمة التعقيب (تونس)
محكمة التعقيب بتونس هي ما يساوي محكمة النقض في تونس وتقع في أعلى الهرم القضائي، يرجع تأسيسها الأول لأواخر القرن 19، ووضعها الحالي تم تقنينه في 3 أغسطس 1956.تعتبر أعلي محكمة في الهرم القضائي يبررها في ذلك مبدأ النقض لمراقبة حسن تطبيق القوانين من طرف محاكم الأصل ولذلك فهي محكمة قانون وليست محكمة درجة ثالثة للقضاء بمعني أنها لا تنظر في الوقائع ويقتصر نظرها علي الجانب القانوني للنزاع لمراقبة حسن تطبيق القانون من طرف محاكم الأصل وتتركب المحكمة من رئيس أول ورؤساء دوائر ومستشارين يتوزعون علي عدة دوائر مدنية وجزائية، وتنتصب كل دائرة بتركيبة ثلاثية تشمل قاض رئيس ومستشارين وتختص محكمة التعقيب بالنظر في الأحكام نهائية الدرجة أي الأحكام الإستئنافية الصادرة عن محكمة الإستئناف أو أحكام نهائية الدرجة الصادرة عن محاكم درجة أولي بوصفها محاكم إستئناف بالنسبة للأحكام صادرة عن دوائرها .

## التاريخ
يرجع التكوين الأول للمحكمة لأواخر القرن التاسع عشر وكانت عبارة عن دائرة من دوائر محكمة الوزارة، وأصبحت منذ 1910 تعرف بلجنة التمييز، ثم في سنة 1921 عرفت بلجنة القضايا، وبين 1930 على أقل تقدير و1947 عرفت بدائرة التمييز، ثم من سنة 1949 إلى سنة 1958 كانت تسمى محكمة النقض والإبرام، وأخيرا بعد الاستقلال، أصبحت تسمى محكمة التعقيب عملا بالأمر المؤرخ في 3 أغسطس 1956.